# Upatissa I
Upatisa I fou rei d'Anuradhapura (Sri Lanka) del 370 al 412. Fou un monarca molt religiós.
Com havia fet Sanghabodi, els presoners, i sobretot els condemnats a mort, eren alliberats en secret de nit i se'ls donaven diners per fugir a districtes on fossin desconeguts. Per evitar la indignació popular s'exhibien cossos trets dels cementiris.
En el seu regnat es van celebrar diversos festivals. El rei tenia una predisposició humanitària i va crear llocs per dones embarassades, per cecs i per malalts incurables. Va construir almenys set tancs d'aigua (Rajuppalla, Gijjhakula, Pokkharapasaya, Valahassa, Ambutthi, Gondigaina i Kandaraji). En aquells temps l'illa estava afectada per una seriosa i persistent sequera que havia portat malalties i desgràcies. El rei seguia el preceptes del Ata Sil: no matar; no robar; 
no cometre adulteri; no dir mentides; no beure alcohol; no menjar durant el dia; no buscar plaers de la carn; o no portar al cap flors ni perfums al cos. El rei portava una vida simple i semblant a la dels que es preparaven pel sacerdoci. Tenia l'hàbit d'alimentar els esquirols en el seu parc amb embalums d'arròs cuit.
La seva vida privada no fou feliç, ja que la seva dona era molt diferent i es va cansar del rei, induint al germà d'aquest, Mahanama, que aleshores era un monjo, a matar el rei i abandonar els hàbits per ocupar el tron, casant-se llavors amb ella. Mahanama li va fer cas i va matar el seu germà pujant al tron.